# Hansi Schwarz
Hans ("Hansi") Carl Schwarz, född 16 mars 1942 i München, död 10 januari 2013 i Lund (Allhelgonaförsamlingen), var en svensk musiker, kulturentreprenör och festivalarrangör. 

## Biografi
Schwarz hade svensk mor och tysk far. Han kom första gången till Sverige som treåring med de "vita bussarna" 1945. Familjen återvände till München, men 1958 kom han åter till Sverige, där han blev extra elev vid Västerviks läroverk. Efter studentexamen 1964, och flera års turnéliv med Hootenanny Singers, studerade Schwarz psykologi vid Lunds universitet, där han bodde på Johan Henrik Thomanders studenthem och även deltog i några studentspex. Han blev svensk medborgare 1975. 
Han är begravd på Gamla kyrkogården i Västervik.

### Hootenanny Singers
Schwarz blev 1961 medlem av musikgruppen West Bay Singers, sedermera Hootenanny Singers.  Hootenanny Singers upplöstes 1974, men bandet återuppstod 1979 och några år framåt. 
I Hootenanny Singers spelade Hansi Schwarz ofta fyrsträngad tenorgitarr med samma stämning som en tenorbanjo. Då Johan Karlberg spelade vanlig sexsträngad gitarr och Björn Ulvaeus ibland tolvsträngad gitarr förekom det således tre olika gitarrer samtidigt i bandet.
Hansi Schwarz var medlem i Hootenanny Singers under hela bandets tid – men i praktiken med ett undantag. Eftersom han inte var svensk medborgare gjorde han inte svensk värnplikt, och deltog därför inte i bandets aktiviteter under den tid de andra medlemmarna gjorde värnplikten tillsammans.

### Visfestivalen i Västervik
År 1968 övertog Schwarz tillsammans med sin gamle teckningslärare Lars Hjalmar "Frosse" Frosterud (1930–2000) arrangörskapet av Visfestivalen i Västervik, vilken grundats 1966 av gymnasistföreningen Mageliso Club. Från 1978 till sin död var Schwarz ensam ansvarig för detta arrangemang.

## Priser och utmärkelser
- 2013 – Fred Åkerström-stipendiet

## Filmografi
- 1964 – Älskling på vift